# Réseau numérique à intégration de services
RNIS
| Couche                | Protocoles Canal D                  | Protocoles Canal D                  | Protocoles Canal D                  | Protocoles Canal B                  | Protocoles Canal B                  | Protocoles Canal B                  |                                     |
| --------------------- | ----------------------------------- | ----------------------------------- | ----------------------------------- | ----------------------------------- | ----------------------------------- | ----------------------------------- | ----------------------------------- |
|                       | Signalisation                       | Paquet                              | Télémétrie                          | Commut. circuit                     | Semi permanent                      | Commut. paquet                      |                                     |
| Application           | Utilisateurs                        |                                     |                                     |                                     |                                     |                                     |                                     |
| Présentation          | Utilisateurs                        |                                     |                                     |                                     |                                     |                                     |                                     |
| Session               | Utilisateurs                        |                                     |                                     |                                     |                                     |                                     |                                     |
| Transport             | Utilisateurs                        |                                     |                                     |                                     |                                     |                                     |                                     |
| Réseau                | Q.931                               | X.25.3                              | IP*                                 | X.25.3                              |                                     |                                     |                                     |
| Liaison               | Q.921 LAP-D                         | Q.921 LAP-D                         | Q.921 LAP-D                         | HDLC* PPP*                          | LAP-B                               |                                     |                                     |
| Physique              | Accès de base I.430, primaire I.431 | Accès de base I.430, primaire I.431 | Accès de base I.430, primaire I.431 | Accès de base I.430, primaire I.431 | Accès de base I.430, primaire I.431 | Accès de base I.430, primaire I.431 | Accès de base I.430, primaire I.431 |
| * Protocoles non RNIS |                                     |                                     |                                     |                                     |                                     |                                     |                                     |

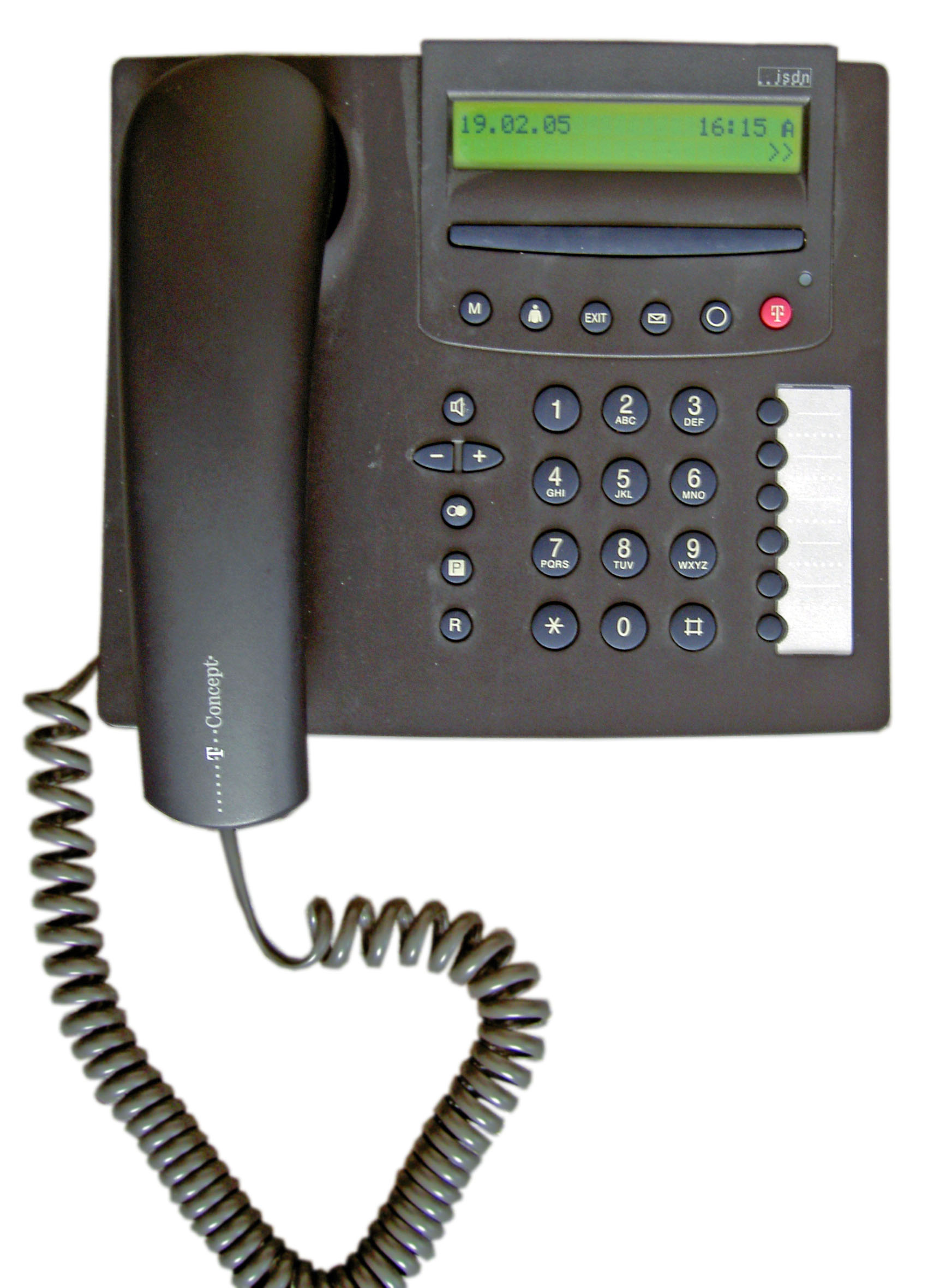
Téléphone RNIS T-Concept

Un réseau numérique à intégration de services (RNIS, en anglais ISDN pour Integrated Services Digital Network) est un réseau de télécommunications constitué de liaisons numériques permettant, par rapport au réseau téléphonique analogique, une meilleure qualité et des débits pouvant atteindre 2 Mbit/s (accès E1) contre 56 kbit/s pour un modem classique analogique.
Il s'agit d'une technologie en voie de disparition, en voie de remplacement par le « tout IP ». Orange France, par exemple, a cessé toute commercialisation depuis novembre 2019 en France métropolitaine et depuis le 15 novembre 2021 pour les cinq départements d’Outre-Mer.
On peut voir l'architecture RNIS comme une évolution entièrement numérique des réseaux téléphoniques plus anciens, conçue pour associer la voix, les données, la vidéo et toute autre application ou service. RNIS s'opposait donc au réseau téléphonique commuté (RTC) traditionnel ; il a été normalisé à la fin des années 1980 par le CCITT.

## Appellation dans les pays francophones
- L'abréviation ISDN est utilisée en Belgique et en Suisse. En Suisse, l'abréviation RNIS n'est pas utilisée car Swisscom a souhaité avoir un terme unique pour toutes les langues officielles de la Suisse.
- L'abréviation RNIS était utilisée en France et au Canada. Cependant, le réseau RNIS de France Telecom est plus connu sous son nom commercial Numéris.

## Présentation
Une connexion RNIS donne accès à plusieurs canaux numériques : les canaux de type B (64 kbit/s en Europe, 56 kbit/s en Amérique du Nord) et les canaux de type D (16 kbit/s). Les canaux B servent au transport de données et peuvent être agglomérés pour augmenter la bande passante. Les canaux D servent à la signalisation des communications mais peuvent également servir pour le raccordement de terminaux de paiement comme Banksys. Ces derniers utilisent une bande passante de 4 kbit/s.
Les réseaux RNIS bande de base fournissent des services à faible débit : de 64 kbit/s à 2 Mbit/s. La technologie ATM développée dans les années 1990 et dédiée aux réseaux grandes distances (WAN) faisait à l'origine partie des définitions RNIS sous la dénomination RNIS large bande (B-ISDN) pour les services à haut débit : de 10 Mbit/s à 622 Mbit/s. Cette technologie (ATM) n'a connu qu'un succès éphémère puis a été remplacée par les réseaux IP et le MPLS.
Avec RNIS, les sites régionaux et internationaux de petite taille pouvaient se connecter aux réseaux d'entreprises à un coût mieux adapté à la consommation réelle qu'avec des lignes spécialisées. Les liaisons à la demande RNIS pouvaient être utilisées soit pour remplacer les lignes spécialisées, soit en complément pour augmenter la bande passante ou assurer une redondance. Avec ces mêmes liaisons, les sites ou les utilisateurs distants pouvaient accéder efficacement aux ressources critiques à travers l'Internet en toute sécurité.

## Le développement des RNIS
L'Union internationale des télécommunications (UIT) a défini la technologie RNIS comme un réseau fournissant une connectivité numérique de bout en bout avec une grande variété de services. Deux caractéristiques importantes des réseaux RNIS les distinguent des réseaux téléphoniques traditionnels :
- les connexions sont numériques d'une extrémité à l'autre ;
- la connexion est permanente et n'est pas facturée à la durée, contrairement aux connexions par modem ;
- RNIS définit un jeu de protocoles d'interface utilisateur/réseau standard. De cette façon, tous les équipements RNIS utilisent les mêmes connexions physiques et les mêmes protocoles de signalisation pour accéder aux services.

RNIS combine la large couverture géographique d'un réseau téléphonique avec la capacité de transport d'un réseau de données supportant simultanément la voix, les données et la vidéo.
En France et en Belgique, le réseau national de télécommunications a été entièrement numérisé et les protocoles d'accès implantés sont conformes au standard Euro-ISDN publié par l'ETSI et l'UIT.

## Fonctionnement
Dans un réseau téléphonique analogique, une boucle locale sur une paire torsadée de fils de cuivre entre le commutateur central de la compagnie de télécommunications et l'abonné (boucle locale) supporte un canal de transmission unique. Ce canal ne traite qu'un seul service simultanément : la voix ou les données. Avec un réseau numérique à intégration de services, plusieurs canaux logiques sont multiplexés sur la même paire torsadée.

### Les canaux logiques RNIS
Le RNIS définit deux types de canaux logiques que l'on distingue par leur fonction et leur débit. Les canaux B transmettent avec un débit de 64 kbit/s, en commutation de circuit ou de paquet, les informations utilisateur : voix, données, fax. Tous les services réseau sont accessibles à partir des canaux B. Les canaux D transmettent à un débit de 16 kbit/s en accès de base et 64 kbit/s en accès primaire. Ils supportent les informations de signalisation : appels, établissement des connexions, demandes de services, routage des données sur les canaux B et enfin libération des connexions. Ces informations de signalisation ont été conçues pour cheminer sur un réseau totalement distinct des canaux B. C'est cette signalisation hors bande qui permet aux réseaux RNIS des temps d'établissement de connexion rapides (environ 4 secondes) relativement aux réseaux analogiques (environ 40 secondes). Il est aussi possible de transmettre des données utilisateur à travers les canaux D (protocole X.31b), mais comme le débit de ces canaux est limité ce type d'utilisation est rare.

### Les interfaces standard RNIS
Une interface d'accès à un réseau RNIS est une association de canaux B et D. Il existe deux interfaces standard. Elles correspondent à deux catégories d'utilisation distinctes :
- Résidentielle : utilisation simultanée des services téléphoniques et d'une connexion Internet.
- Professionnelle : utilisation d'un commutateur téléphonique (PABX) et/ou d'un routeur d'agence.

Dans les deux cas, le nombre de canaux utilisés peut varier suivant les besoins, le débit maximum étant fixé par le type d'interface.
Accès de baseL'accès de base ou Basic Rate Interface (BRI ou T0) comprend 2 canaux B et un canal D pour la signalisation : 2B+D.
Accès primaireL'accès primaire ou Primary Rate Interface (PRI ou T2) comprend 30 canaux B et un canal D à 64 kbit/s en Europe, en Afrique, en Amérique du Sud, au Moyen-Orient, en Asie (hors Japon) : 30B+D. Aux États-Unis, au Canada et au Japon la définition est différente : 23B+D. Seule la protection des marchés explique les différences de définition entre l'Europe, les États-Unis, le Canada et le Japon. Cet accès est l'équivalent RNIS des liaisons T1/E1 à 1 544 kbit/s et 2 048 kbit/s.

### L'adaptation des débits
Les équipements non-RNIS n'ont pas nécessairement des débits compatibles avec la définition du canal B : 64 kbit/s. Dans ce cas, les adaptateurs de terminal (TA) réalisent une adaptation en réduisant le débit effectif du canal B jusqu'à une valeur compatible avec le dispositif non-RNIS.
Il existe 2 protocoles de gestion d'adaptation : V.110 très utilisé en Europe et V.120 aux États-Unis. Ces 2 protocoles gèrent les transmissions synchrones et asynchrones. Le protocole V.110 peut fonctionner avec le sous-système RNIS Linux et un téléphone mobile GSM par exemple. C'est au prestataire de téléphonie cellulaire de fournir la passerelle RNIS/V.110…

### L'allocation dynamique de bande passante
La bande passante dynamique ou l'allocation de canaux est obtenue par l'agrégation des canaux B. On obtient ainsi une bande passante maximale de 128 kbit/s (2 × 64 kbit/s) pour l'accès de base (BRI) et de 1 920 kbit/s (30 × 64 kbit/s) pour l'accès primaire (PRI) en Europe.
Cette fonctionnalité permet d'adapter le débit et donc le coût de communication aux besoins effectifs pour les flux entrants et sortants. Suivant les heures de la journée ou les jours de la semaine, les besoins de connectivité varient fortement. Il est possible que le coût forfaitaire d'utilisation d'une ligne spécialisée soit supérieur au coût en temps de communication d'une liaison RNIS, lorsque cette dernière utilise correctement la bande passante à la demande en ouvrant/fermant les connexions aux heures choisies.
Il existe deux techniques pour agréger les canaux B appelées bonding et bundling.
Le bonding travaille au niveau 1 (couche physique) du modèle OSI. Il assure une synchronisation au niveau bit. Cette technique nécessite donc un matériel spécifique. Elle est surtout utilisée dans les équipements dédiés de visioconférence et très peu dans les équipements de réseaux de données.
Le bundling est une technique générique qui travaille au niveau 2 (couche de liaison) du modèle OSI. Dans le cas d'une connexion RNIS, elle permet d'ouvrir simultanément plusieurs canaux B entre deux systèmes. Le standard Multilink-PPP (ML-PPP) décrit comment séparer, recombiner et séquencer des datagrammes sur plusieurs canaux B pour créer une connexion logique unique. Ce standard est dédié au protocole PPP, le standard de niveau liaison du modèle TCP/IP pour les accès téléphoniques aux réseaux locaux (LAN) et à Internet. Les documents RFC 1717 puis RFC 1990 : The PPP Multilink Protocol (MP) décrivent le logiciel de niveau liaison associé à PPP. Il est implanté dans le sous-système RNIS de Linux et dans de nombreuses solutions matérielles (Cisco, Alcatel-Lucent, Huawei…)